# 대구권 광역요금제
대구권 통합요금제는 대한민국 영남권(대구광역시, 경상북도)의 대중교통 운임제를 이르는 말이다. 한국철도공사와 대구교통공사 등의 대구 도시철도과 시내버스, 마을버스를 이용할 경우 갈아 탈 때마다 기본운임을 내던 기존 방식과 달리, 갈아타는 교통수단 과 환승횟수와 관계없이 총 이동한 거리만큼 운임을 지불하는 운임제도이다. 교통카드 이용시에만 통합운임제가 적용, 할인 등의 혜택을 받을 수 있다.

## 연혁
- 2006년 2월 19일 : 2006년 대구 시내버스 개편 과 동시에 대구광역시 시내버스 - 대구 도시철도 무료 환승 실시
- 2006년 10월 18일 : 대구-경산 공동 배차 시내버스 4개 노선(509, 708, 814, 840) 대구 요금제 편입: 당시(2004년 경) 경산의 시내버스 회사인 경산버스 와의 마찰로 공동 배차 협약이 일방적으로 파기되어 두 지자체 간 관계가 험악해진 적도 있었다.
- 2008년 11월 1일 : 구미시내버스 환승 할인 실시
- 2009년 1월 17일 :  2009년 경산시 시내버스 개편 과 동시에 대구 도시철도 - 대구광역시 시내버스 - 경산시 시내버스 환승 할인 실시
- 2011년 2월 1일 : 환승제 조정 (승차 한 시간 무제한 → 첫 하차 30분 3회 → 첫 하차 30분 무제한)
- 2011년 3월 1일 : 영천시 시내버스 환승 할인 실시
- 2012년 3월 1일 : 김천시 시내버스 환승 할인 실시
- 2015년 12월 1일 : 김천-구미-칠곡 광역 환승 할인 실시
- 2019년 8월 13일 :  대구-경산-영천 광역 환승 할인 실시
- 2021년 : 대구광역시 와 경상북도 가 광역환승 할인 공동 추진을 위한 용역 발주
- 2023년 7월 1일 : 75세 이상 노인 시내버스 무료화 실시와 군위군의 대구광역시 편입으로 군위 버스 교통카드 제도 시행 및 대구 버스 요금제와 통합.[a]
- 2024년 4월 17일 : 9개 지자체가 환승 시스템 구축 비용 환승 요금 재정 지원 분담 기준 교통카드 종류 버스정보시스템 구축 등 세부 사항 및 실행 방안을 최종 합의.[1]
- 2024년 11월 22일 : 청도군 농어촌버스와 고령군 농어촌버스의 기본 운임이 대구권 광역요금제에 맞게 조정됨.
- 2024년 11월 29일 : 대구권 광역환승제 시범 실시[b]
- 2024년 12월 14일 : 대경선 개통과 함께 대구권 광역환승제 정식 실시

## 운임 체계

### 단독 통행
| 종류          | 나이                    | 카드 (원) | 현금 (원) | 종류                    | 나이                    | 카드 (원) | 현금 (원) |
| ------------- | ----------------------- | --------- | --------- | ----------------------- | ----------------------- | --------- | --------- |
| 급행 (좌석형) | 성인 (만 19세 이상)     | 1,950     | 2,200     | 순환 간선 지선 (도시형) | 성인 (만 19세 이상)     | 1,500     | 1,700     |
| 급행 (좌석형) | 청소년 (만 13세 ~ 18세) | 1,100     | 1,300     | 순환 간선 지선 (도시형) | 청소년 (만 13세 ~ 18세) | 850       | 1,000     |
| 급행 (좌석형) | 어린이 (만 7세 ~ 12세)  | 650       | 800       | 순환 간선 지선 (도시형) | 어린이 (만 7세 ~ 12세)  | 400       | 500       |

### 환승 통행
- 거리비례제
- 환승할인 혜택을 받기 위하여는 버스에서 하차시 교통카드를 단말기에 접촉하여야 하며 다음 교통수단으로 30분 이내에 환승 하여야 하지만, 오후 9시부터 익일 오전 7시까지는 새벽 또는 야간 시간임을 감안하여 환승 인정시간을 60분으로 한다.

### 통합요금제 미적용 대상
- 시외버스 및 고속버스
- 현금 또는 1회용 교통카드 승차시, 대구 도시철도 전철 정기권 사용시

## 같이 보기
- 대구광역시의 시내버스
- 경상북도의 시내버스
- 대구 도시철도
- 대경선
- 수도권 통합요금제
- 충청권 통합환승요금체계

## 해설
1. ↑  시내버스는 5년간 단계적 연령 하향, 도시철도는 5년간 단계적 연령 상향. 2028년부터 70세로 고정.
2. ↑  구미시, 김천시 등 기존 광역환승 지역이 아니었던 지자체의 대중교통 요금이 기존 광역환승 지역과 동일하게 단일화됨. 정식 실시 전까지는 환승되지 않았음.